# Abbath Doom Occulta

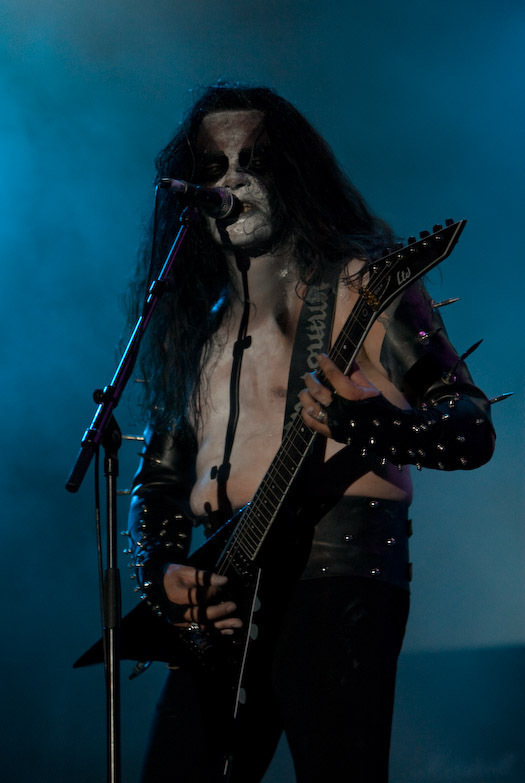
Abbath gedurende het Immortal concert op 2007 Wacken Open Air

Abbath Doom Occulta (echte naam: Olve Eikemo), geboren in 1973, richtte in 1989 Immortal op met "Demonaz Doom Occulta". Abbath was bassist/zanger van Old Funeral toen hij besloot dat hij blackmetal wilde maken en dus Immortal oprichtte.
Na een handblessure van Demonaz ruilde Abbath de bas in voor de gitaar maar bleef wel de zang voor zijn rekening nemen. Na het verlaten van Armagedda (drums)heeft hij ook een aantal albums de drum voor zijn rekening genomen. Inmiddels heeft hij naast Immortal ook twee andere bands waarin hij speelt, te weten Bömbers (een Motörhead-coverband) en I (met onder anderen Armagedda als drummer)en heeft hij met laatst genoemde band al een album gemaakt. Hij probeert met I niet te lijken op Immortal. In 2003 werd Immortal ontbonden en ging hij verder met zijn nieuwe projecten. Bombers werd op een laag pitje gezet. Zeker nu Immortal (in 2006) nieuw leven ingeblazen is. In het voorjaar van 2015 werd Immortal echter  opnieuw ontbonden. Abbath blijft echter niet bij de pakken zitten en gaat verder met zijn soloproject "Abbath". Samen met King Ov Hell als bassist en Baard Kolstad als drummer 
wordt begin 2016 een nieuw album verwacht.
Platenmaatschappij van dienst hiervoor is Season of mist. Inmiddels is er ook een tweede album " Outstrider " ( 2019 ). Op zaterdag 25 januari 2020 geeft Abbath een concert samen met Vltimas, 1349 en Nuclear in Doornroosje, Nijmegen.